# Patrick Pellegrini
Pour les articles homonymes, voir Pellegrini.
Pas d'image ? Cliquez ici

a Compétitions nationales et continentales officielles uniquement.

b Matchs officiels uniquement.
Dernière mise à jour le 1 novembre 2024.
Patrick Pellegrini, né le 28 septembre 1998 à Sydney (Australie), est un joueur international tongien d'origine australienne de rugby à XV jouant au poste de demi d'ouverture.

## Biographie

### Jeunesse et formation
Né à Sydney, en Australie, Patrick Pellegrini est le fils d'un père australien et d'une mère tongienne,,,. De plus, il a également des origines anglaises et italiennes,,.
Durant sa jeunesse, il grandit en pratiquant le rugby à XV tout comme le rugby à XIII, cependant à l'âge de quatorze ans il fait le choix d'opter pour le XV. Il représente la sélection du New South Wales des moins de 20 ans ainsi que la sélection scolaire de l'État.
De plus, il joue également pour Randwick,.

### Carrière en club
En 2021, il joue en Shute Shield avec West Harbour,, mais durant la pandémie de Covid-19 les compétitions sont interrompues,. Il décide alors de rejoindre l'Angleterre, pays de son grand-père, et le club de Sevenoaks RFC (en) dans le Kent, club de cinquième division,.
À l'été 2022, il rejoint le club de RFU Championship de Coventry, avec qui, grâce à sa vitesse et ses appuis notamment, il marque neuf essais en dix-huit rencontres (153 points au total) en 2022-2023,.
En septembre 2023, il aide son équipe à réaliser l'exploit de s'imposer contre les Saracens en Premiership Rugby Cup en inscrivant notamment l'essai du bonus offensif lors de la victoire 28 à 14 de son équipe. Il termine la saison 2023-2024 en étant le meilleur réalisateur du championnat avec 184 points inscrits.
Après deux ans en deuxième division anglaise avec Coventry, il revient en Océanie et s'engage avec les Moana Pasifika jusqu'en 2026.

### Carrière internationale
Au mois de juin 2023, il est convoqué pour la première fois avec l'équipe des Tonga, en vertu des origines de sa mère, afin de préparer la Coupe du monde 2023. Le mois suivant, il obtient sa première cape internationale face aux Fidji,. Il dispute également deux test matchs contre le Canada et honore également sa première titularisation lors de l'un de ces deux matchs,. En août, il ne fait cependant pas partie de l'effectif des joueurs convoqués pour le Mondial. Il retourne alors jouer avec son club,,. Cependant, il est finalement rappelé durant la phase de poule à la place d'Otumaka Mausia (en), blessé et forfait pour le reste de la compétition,. De ce fait, il fait ses débuts en Coupe du monde en disputant trois fins de match et marque notamment un essai en solitaire face à l'Afrique du Sud,,,.

## Statistiques en équipe nationale
- 6 sélections avec l'équipe des Tonga, dont 1 en tant que titulaire.
- 5 points (1 essai).
- Participation à la Coupe du monde 2023 (3 matchs, 1 essai)[2].

## Palmarès
- Meilleur réalisateur du Championnat d'Angleterre de 2e division en 2024 (184 points)